# 市川町
市川町（日语：／ Ichikawa chō */?）是位于日本兵庫縣中部的行政區劃。

## 人口
| 市川町人口分布圖 |                                               |  |
| 市川町與日本全國年齡別人口分布比較圖 （2005年資料） | 市川町的年齡、男女別人口分布圖 （2005年資料） |  |
| ■紫色是市川町 ■綠色是全国 | ■藍色是男性 ■紅色是女性                       |  |
| 市川町人口變化 \| 1970年 \| 14,686人 \| \| \| 1975年 \| 14,915人 \| \| \| 1980年 \| 15,230人 \| \| \| 1985年 \| 15,354人 \| \| \| 1990年 \| 15,105人 \| \| \| 1995年 \| 15,060人 \| \| \| 2000年 \| 14,812人 \| \| \| 2005年 \| 14,150人 \| \| \| 2010年 \| 13,288人 \| \| \| 2015年 \| 12,300人 \| \| \| 2020年 \| 11,231人 \| \| |                                               |  |
| 資料來源：日本總務省統計中心提供之人口普查數據 |                                               |  |
| 1970年 | 14,686人                                      |  |
| 1975年 | 14,915人                                      |  |
| 1980年 | 15,230人                                      |  |
| 1985年 | 15,354人                                      |  |
| 1990年 | 15,105人                                      |  |
| 1995年 | 15,060人                                      |  |
| 2000年 | 14,812人                                      |  |
| 2005年 | 14,150人                                      |  |
| 2010年 | 13,288人                                      |  |
| 2015年 | 12,300人                                      |  |
| 2020年 | 11,231人                                      |  |

## 歷史
1889年日本實施町村制時，現在的轄區在當時分屬：川邊村、瀨加村、甘地村、鶴居村。1955年昭和大合併期間，這四村合併為現在的市川町。
2005年曾與神崎町、大河內町計畫合併，並在町內公投中獲得通過，但大河內町的公投中卻選擇了只與神崎町合併的方案，最終由神崎町和大河內町兩町合併為神河町，市川町則未參與。

### 變遷表
| 1889年4月1日 | 1889年-1926年 | 1926年-1944年 | 1944年-1954年 | 1954年-1989年        | 1954年-1989年        | 1989年-現在          | 現在                 |
| ------------ | ------------- | ------------- | ------------- | -------------------- | -------------------- | -------------------- | -------------------- |
| 川邊村       | 川邊村        | 川邊村        | 川邊村        | 1955年7月25日 市川町 | 1955年7月25日 市川町 | 1955年7月25日 市川町 | 1955年7月25日 市川町 |
| 瀨加村       |               |               |               | 1955年7月25日 市川町 | 1955年7月25日 市川町 | 1955年7月25日 市川町 | 1955年7月25日 市川町 |
| 甘地村       |               |               |               | 1955年7月25日 市川町 | 1955年7月25日 市川町 | 1955年7月25日 市川町 | 1955年7月25日 市川町 |
| 鶴居村       |               |               |               | 1955年7月25日 市川町 | 1955年7月25日 市川町 | 1955年7月25日 市川町 | 1955年7月25日 市川町 |

## 交通

### 鐵路
- 西日本旅客鐵道（JR西日本）
  - 播但線：（←福崎町） - 甘地車站 - 鶴居車站 - （神河町→）

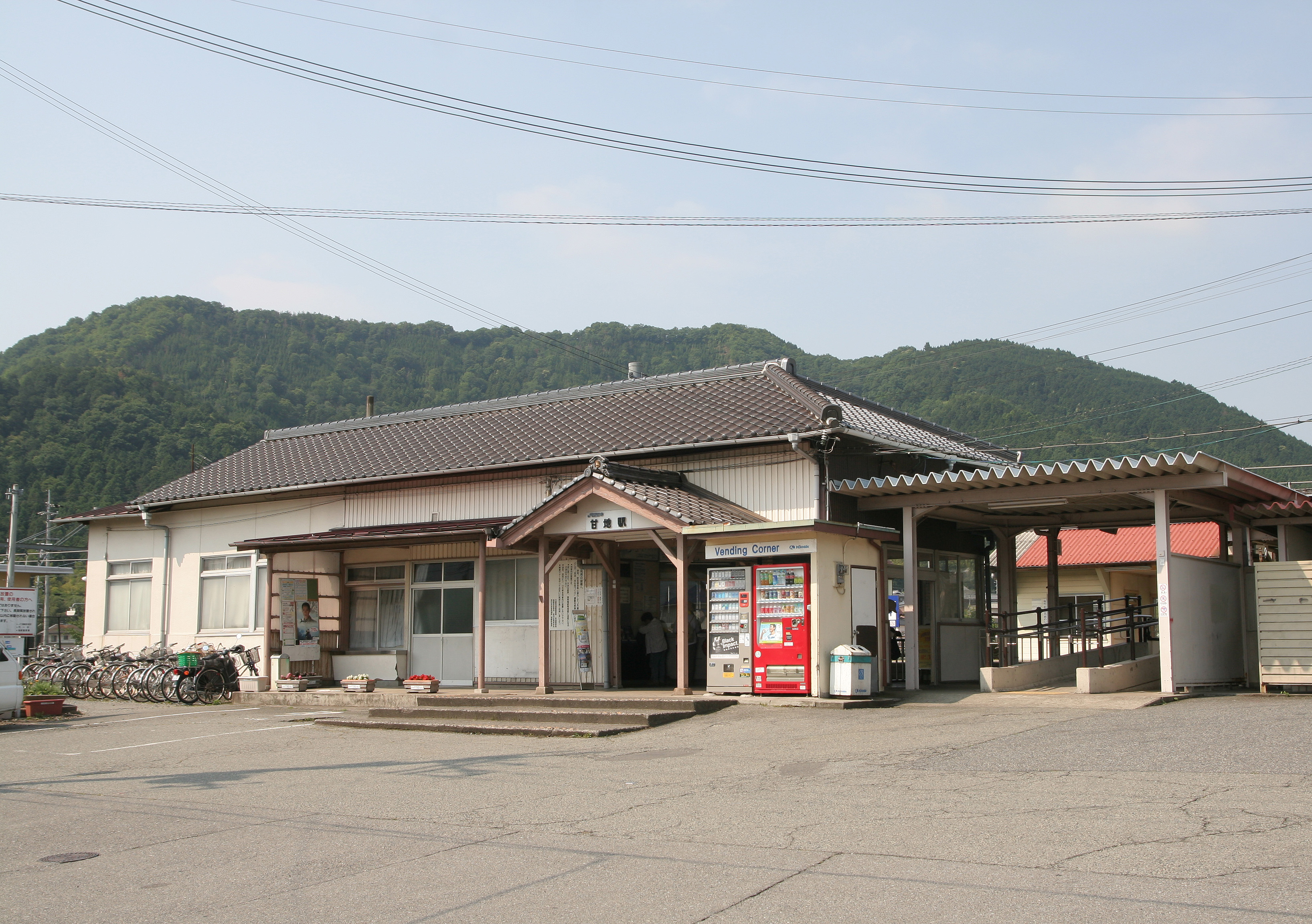
甘地車站
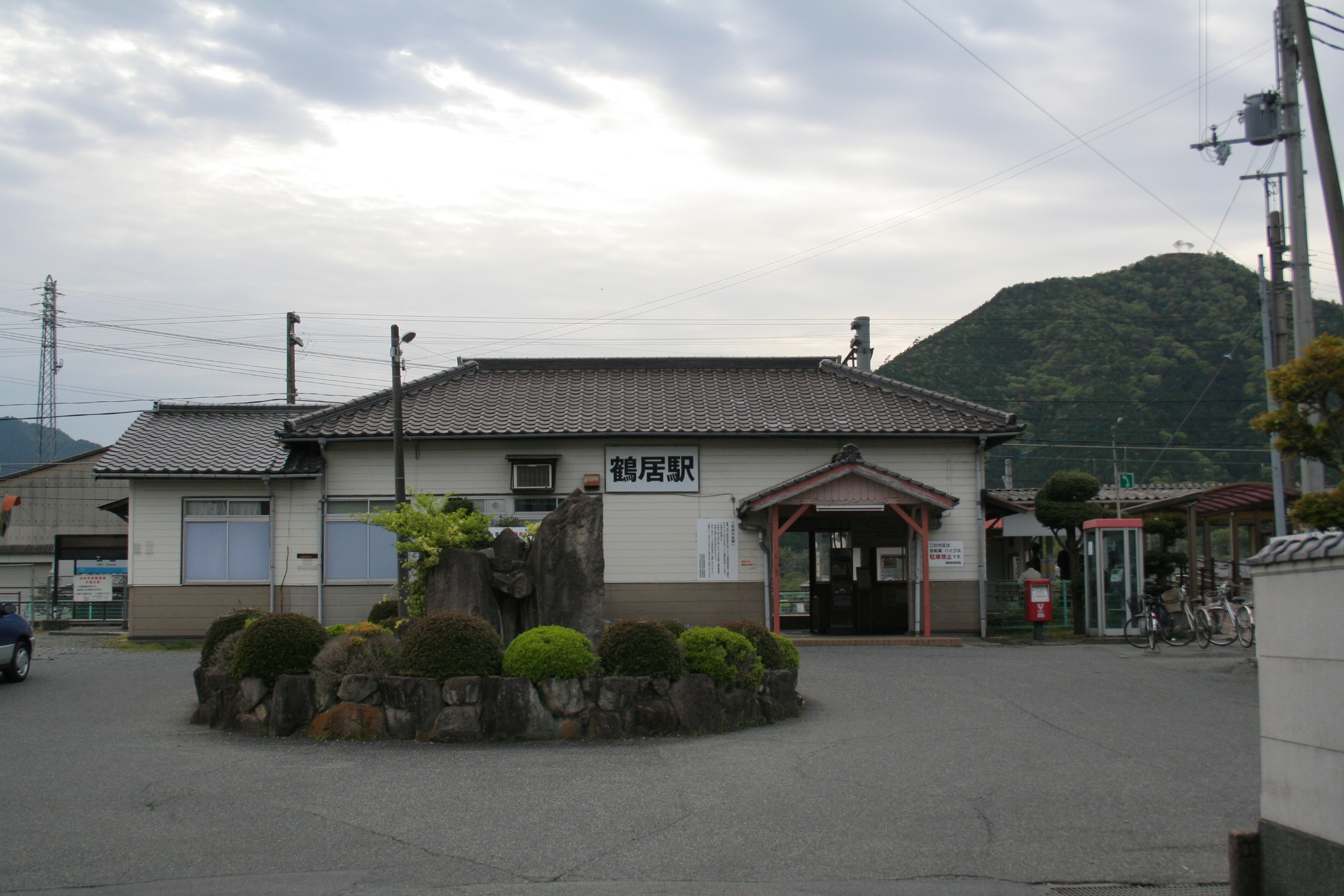
鶴居車站

### 道路
高速道路
- 播但連絡道路：（福崎町） - 市川南匝道 - 市川服務區 - 市川北匝道 - （神河町）

一般國道
- 國道312號（日语：国道312号）

## 教育
高等學校
- 市川高等學校（日语：市川高等学校_(兵庫県)）

中學校
- 市川町立市川中學校
- 市川町立鶴居中學校
- 市川町立瀨加中學校

小學校
- 市川町立川邊小學校
- 市川町立甘地小學校（日语：市川町立甘地小学校）
- 市川町立鶴居小學校
- 市川町立瀨加小學校
- 市川町立小畑小學校

## 姊妹、友好城市

### 海外
- 湯森港（美國 华盛顿州 傑佛遜郡）

## 本地出身之名人
- 橋本忍：電影編劇、作家

## 外部連結
- （日語） 市川町的Facebook專頁